# Krzeszyce (Sulęcin)
Pour les articles homonymes, voir Krzeszyce.
Krzeszyce (prononciation : [kʂɛˈʂɨt͡sɛ]) est un village polonais de la gmina de Krzeszyce dans le powiat de Sulęcin de la voïvodie de Lubusz dans l'ouest de la Pologne.
Le village est le siège administratif (chef-lieu) de la gmina appelée gmina de Krzeszyce.
Il se situe à environ 17 kilomètres au nord-ouest de Sulęcin (siège de le powiat) et 24 kilomètres au sud-ouest de Gorzów Wielkopolski (capitale de la voïvodie).
Le village comptait approximativement une population de 1 588 habitants en 2009.

## Histoire
Le nom allemand du village était Kriescht.
Après la réforme administrative du royaume de Prusse en 1815, Kriescht entre dans l'arrondissement de Sternberg-en-Nouvelle-Marche, qui est divisé ensuite, et elle fait partie de l'arrondissement de Sternberg-Est qui est lui-même partie du district de Francfort-sur-l'Oder au sein de la province de Brandebourg.
Après la Seconde Guerre mondiale, avec la mise en œuvre de la ligne Oder-Neisse, le village est intégré à la République populaire de Pologne. La population d'origine allemande est expulsée et remplacée par des polonais.
De 1975 à 1998, le village appartenait administrativement à la voïvodie de Gorzów.

Depuis 1999, il appartient administrativement à la voïvodie de Lubusz